# Louis Stedman-Bryce
Louis Stedman-Bryce (dicembre 1974) è un ex politico britannico.
Europarlamentare per la Scozia dal 2019 al 2020, è stato eletto con il Brexit Party, ma ha lasciato il partito nel novembre 2019 per diventare eurodeputato indipendente.

## Biografia
Stedman-Bryce è nato nel dicembre 1974 da padre giamaicano e madre britannica ed è cresciuto nel Kent, in Inghilterra, prima di trasferirsi in Scozia. Direttore di una casa di cura e investitore immobiliare, è il co-fondatore di iNkfish Capital e direttore di iNkfish Care e iNkfish Property Developments.

## Carriera politica
Come candidato del Brexit Party, Stedman-Bryce è stato eletto al Parlamento europeo per la circoscrizione Scozia alle elezioni europee del 2019 e ha preso posto il 2 luglio 2019, diventando il primo parlamentare nero eletto in Scozia.
Stedman-Bryce è stato per breve tempo il candidato parlamentare del suo partito (PPC) per Glasgow Nord-Est alle elezioni generali del 2019. Tuttavia, si è dimesso per protestare contro la decisione di Nigel Farage di non presentare candidati nei seggi detenuti dai conservatori. Stedman-Bryce ha affermato che ciò stava consentendo a Boris Johnson di raggiungere un accordo di recesso imperfetto dalla Brexit. 
Pochi giorni dopo essersi dimesso da candidato alle elezioni generali, Stedman-Bryce ha abbandonato definitivamente il Brexit Party per diventare eurodeputato indipendente dopo aver contestato il processo di selezione dei candidati del partito. È rimasto eurodeputato fino all'uscita del Regno Unito dall'Unione europea il 31 gennaio 2020. 
Durante il suo mandato al Parlamento europeo, Stedman-Bryce è stato classificato come il sesto eurodeputato con il reddito più alto all'interno del Brexit Party, subito dietro Nigel Farage che era quinto. È stato il primo e unico uomo gay di colore ad aver mai rappresentato il Regno Unito al Parlamento europeo.

## Vita privata
Stedman-Bryce è apertamente gay ed è sposato con il suo socio in affari Gavin.